# Fort George (Schiff)
Die Fort George, auch RFA Fort George, (Kennung: A388) war eines von zwei Flottenversorgungsschiffen der Fort-Victoria-Klasse der Royal Fleet Auxiliary. Sie diente der Unterstützung und Versorgung von Schiffen der britischen Marine bei weltweiten Einsätzen.

## Geschichte
Die Fort George und ihr Schwesterschiff Fort Victoria wurden Mitte der 1980er als Unterstützungsschiffe für die damals in der Planung befindlichen Fregatten der Duke-Klasse konzipiert. Die Fort George wurde 1987 in Auftrag gegeben und 1989 bei Swan Hunter auf Kiel gelegt. Die Indienststellung erfolgte im Juli 1994. Ursprünglich war geplant, das Schiff mit „Sea-Wolf“-Flugabwehrraketen auszustatten, um die Schiffe der Duke-Klasse zu schützen, 1988 wurde aber entschieden, das System auf den Fregatten zu installieren und nicht auf den Unterstützungsschiffen. Bis zur Installation von zwei Nahbereichs-Flugabwehrsystemen des Typs Phalanx CIWS im Jahr 1999 verfügte die Fort George über keine bordeigene Bewaffnung.
Im Februar 2000 war das Schiff im Flottenverband des Hubschrauberträgers Ocean im Indischen Ozean unterwegs, als Mosambik von schweren Überschwemmungen heimgesucht wurde. Die Fort George unterstützte mit ihren Hubschraubern die Rettung von Hochwasseropfern und die Versorgung mit Hilfsgütern. Im Anschluss an diesen Einsatz unterstützte sie die Ocean und den Flugzeugträger Illustrious während der „Operation Palliser“ bei der Anlandung britischer Truppen in Sierra Leone. Sie kam den Passagieren und der Besatzung der am 26. September 2000 in der Ägäis gesunkenen Fähre Express Samina zur Hilfe.
2002 sicherte sie die Versorgung britischer Kriegsschiffe im Indischen Ozean im Rahmen der „Operation Enduring Freedom“ in Afghanistan.
2004 nahm die Fort George an mehreren Manövern vor den Küsten Norwegens und der Vereinigten Staaten teil. Hierbei nahm sie am 4. Juli gemeinsam mit dem Flugzeugträger Invincible an den Feierlichkeiten zum amerikanischen Unabhängigkeitstag in New York City teil. Den Rest des Jahres verbrachte das Schiff als Versorgungsstation für britische Einheiten im Mittelmeer. 2005 war sie erneut im Indischen Ozean an der Seite der Invincible im Einsatz.
Die britische Regierung erlegte der Royal Navy mit dem Whitepaper „Strategic Defence and Security Review 2010“ Kostensenkungen auf. In der Folge wurde Fort George ab März 2011 in Liverpool ihrer Ausrüstung entledigt und im Juni 2011 außer Dienst gestellt. Anfang 2013 wurde sie von Liverpool aus zu den Abwrackwerften von Aliağa in der Türkei geschleppt.

## Konstruktion
Da die Fort George ursprünglich die Fregatten der Duke-Klasse bei der U-Boot-Jagd unterstützen sollte, wurde bei ihrer Konstruktion besonderer Wert darauf gelegt, dass ihr Antrieb besonders leise war. Auch wurde in großem Maß Tarnkappentechnologie integriert, um die Radarsignatur zu minimieren.

## Aufgabe

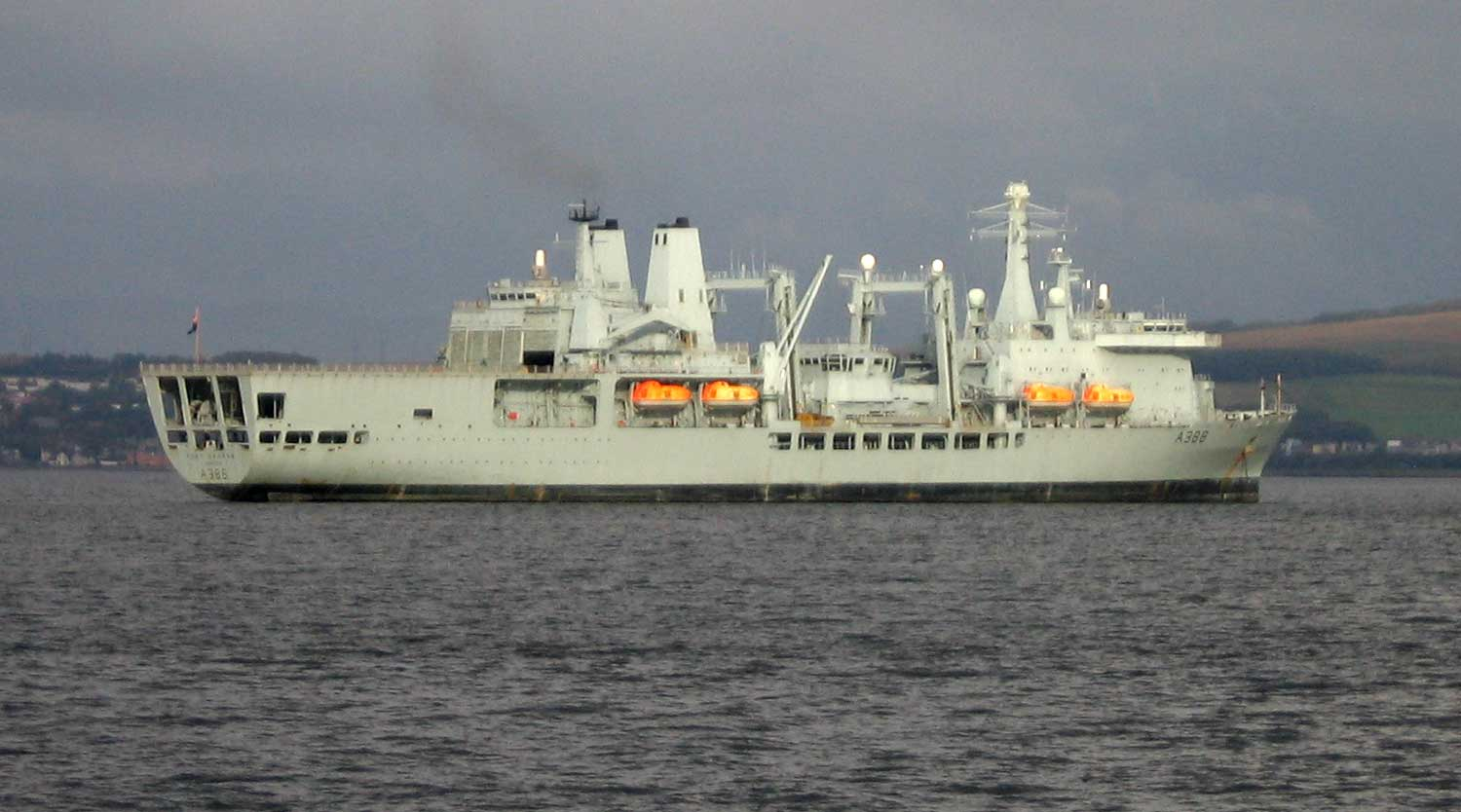
Die Fort George im Firth of Clyde

Die Hauptaufgabe der Fort George war die Versorgung britischer Kriegsschiffe mit Treibstoff und Lebensmitteln auf offener See. Sie konnte dabei zwei Kriegsschiffe simultan versorgen. Aufgrund ihres großen Flugdecks, auf dem auch schwere Transporthubschrauber des Typs Chinook eingesetzt werden konnten, sowie der fünf mitgeführten Hubschrauber konnte sie zudem bei amphibischen Landeoperationen eingesetzt werden. Zu diesem Zweck bestand auch die Möglichkeit, bis zu 200 zusätzliche Soldaten der Royal Marines an Bord zu nehmen.